# Quassia cuspidata
Quassia cuspidata là một loài thực vật có hoa trong họ Thanh thất. Loài này được (Spruce ex Engl.) Noot. miêu tả khoa học đầu tiên năm 1963.